# 伊藤日向子
伊藤 日向子（いとう ひなこ、1986年2月15日 -）は、広島県出身のラジオキャスターである。2006年、広島観光親善大使に選出。2008年4月よりTBSラジオ「TBS954情報キャスター」として活動。2010年からRCCラジオカーレポーターとして活動。

## 出演番組
- 毒蝮三太夫のミュージックプレゼント（TBSラジオ）
- クラブ954スペシャル（TBSラジオ、2008年12月7日）[5]
- 桑原しおりの基町こまち（RCCラジオ）
- カープ女子 恋する応援団（RCCラジオ）